# Obi (publication)
Pour les articles homonymes, voir Obi (homonymie).

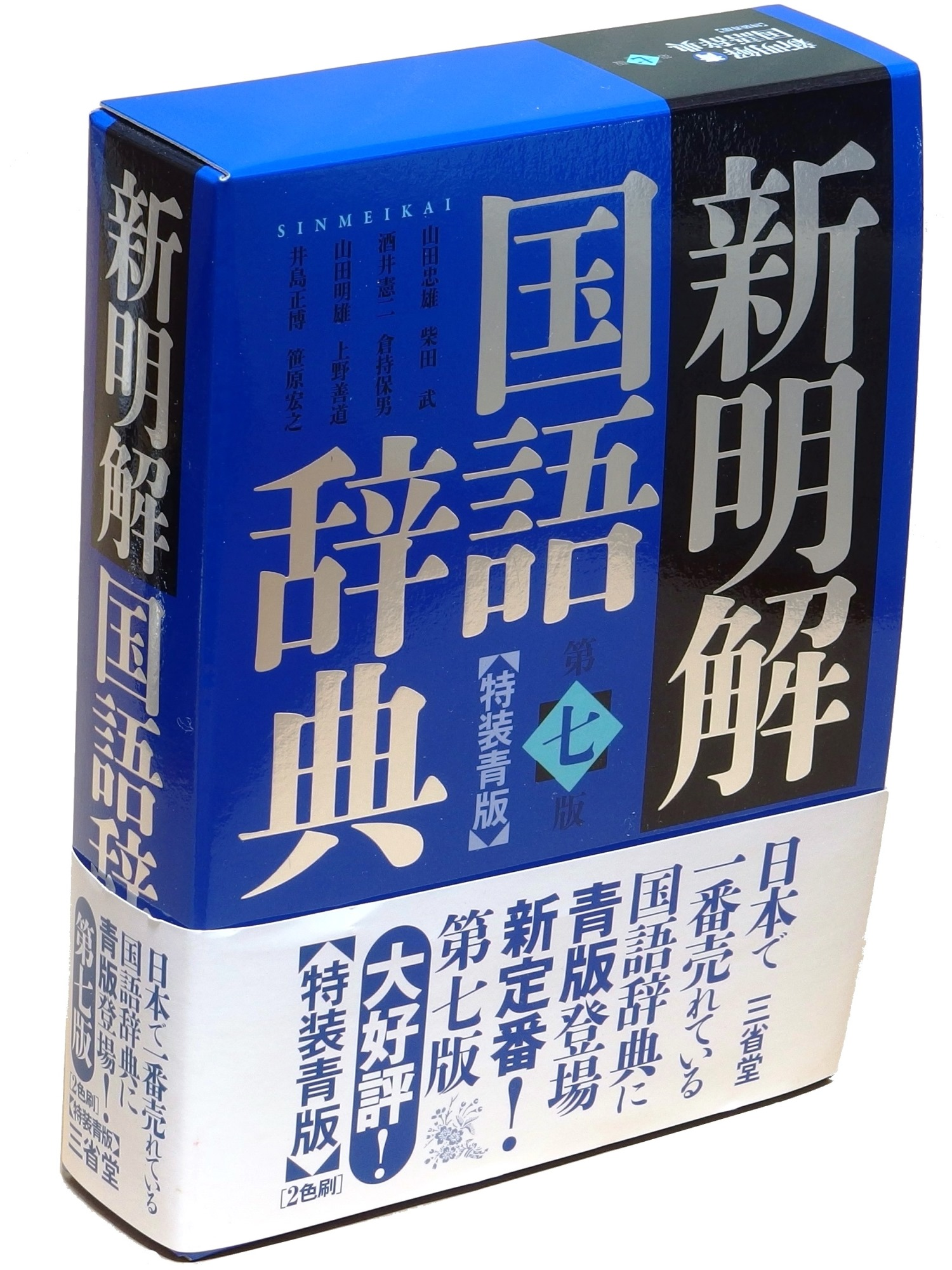
Le dictionnaire Shinmeikai, avec un bandeau le long de la partie inférieure

Un obi (帯)  est un bandeau de papier entourant la couverture d'un livre ou d'un autre produit. Ce mot reprend le terme obi utilisé pour les vêtements japonais, également écrit avec le même kanji. Un tel bandeau peut également être appelé tasuki (襷, un autre accessoire de kimono) , ou avec le terme plus précis de obigami (帯紙, "ceinture en papier")  .

## Pour les livres
De nombreux livres au Japon sont fournis avec un obi, qui est normalement ajouté en plus d'une jaquette. Cependant, un livre dans un étui peut avoir un obi autour du dit étui.
En français, on parle couramment de bandeaux, parfois de rubans.

## Autres utilisations
Les termes obi et tasuki sont également utilisés pour les bandeaux entourant un côté (généralement le gauche) ou repliés pour couvrir la partie supérieure des albums de disques vinyles 33 tours sortis au Japon, et repliés pour couvrir le côté gauche des CD de musique, des jeux vidéo, des LaserDiscs, ou des DVD. Dans ce contexte particulier, ces obi cartonnés sont communément appelés spine cards en anglais.
Les collectionneurs francophones ont repris à leur compte le terme anglais, le déformant régulièrement pour devenir spin card comme spine (\spaɪn\, colonne vertébrale) et spin (\spɪn\, tourner) peuvent être facilement confondus suivant les règles phonologiques du français : un francophone va spontanément appliquer la prononciation \spin\ aux deux termes, malgré une prononciation et des sens complétement différents en anglais. De ce fait, le terme spine card est couramment abrégé pour donner spin.
Les obi sont très courants au Japon et, en dehors des livres, se voient en Occident dans les versions pour collectionneurs de jeux vidéo publiées par des éditeurs japonais. Au Japon, ils sont utilisés pour fournir le titre du produit, la liste des morceaux (le cas échéant), le prix, le numéro de catalogue et des informations sur les versions associées en japonais. Le consommateur peut l'utiliser pour déterminer ce qui est inclus dans l'album ou le livre, et le magasin peut utiliser les informations pour la commande. Les obi sont parfois utilisés sur des boîtes pour des jouets et des figurines de collection. Les produits avec un obi sont devenus populaires auprès de certains collectionneurs, car les produits avec l'obi intact peuvent atteindre des prix supérieurs et sont des objets de collection à part entière. Un disque ou un CD d'occasion avec un obi encore intact peut valoir plus que le même produit avec l'obi manquant.